# Авдотьинка (Шиловский район)
Авдотьинка — деревня в Шиловском районе Рязанской области в составе Желудевского сельского поселения.

## Географическое положение
Деревня Авдотьинка расположена на Окско-Донской равнине на левом берегу реки Пары в 10 км к югу от пгт Шилово. Расстояние от села до районного центра Шилово по автодороге — 14 км.
В окрестностях деревне в пойме реки Пары расположено множество озер и урочищ, в центре самой деревни — озеро Бобровка, которое по неизвестной причине раз в пять лет высыхает. К югу от Авдотьинки расположены озера Купальное, Лятницкое, Мочальное, Утин, Старая Пара, урочища Мельница и Лес Ендава; к западу — озеро Святое, к востоку — озеро Токс, урочища Филатово и Плотина. Ближайшие населенные пункты — села Желудево и Сановка, поселки Красная Ольховка и Мясной (Путятинский район).

## Население
По данным переписи населения 2010 г. в деревне Авдотьинка постоянно проживают 549 чел. (в 1992 г. — 589 чел.).

## Происхождение названия
Рязанский краевед А. В. Бабурин отмечает, что происхождение названия деревни Авдотьинка на сегодняшний день неизвестно. Вероятнее всего, в его основе лежит имя, прозвище или фамилия первопоселенца либо владельца. Но документов, подтверждающих эту версию, найти пока не удалось.
В то же время, согласно «Словарю русских народных говоров» под редакцией Ф.П. Филина, «авдотья» (сибирское) — «болотный кулик», а деревня располагается в пойме реки Пары, где много озёр, и, возможно, водились и болотные кулики (агари).

## История
К 1891 г., по данным И. В. Добролюбова, деревня Авдотьинка относилась к приходу Христорождественской церкви села Желудево и в ней насчитывалось 84 двора. В конце XIX в. в деревне Авдотьинка был основан крахмало-паточный завод. В 1901 г. была открыта смешанная 2-классная церковно-приходская школа, в которой обучались 48 мальчиков и 27 девочек.
Во время 1-й Русской революции 1905—1907 гг. в деревне Авдотьинке был дислоцирован отряд пеших и конных стражников, предназначенных для подавления крестьянских волнений в Желудевской волости Спасского уезда.
После Октябрьской революции 1917 г. Авдотьинский крахмальный завод был национализирован, в деревне был организован один из первых в Шиловском районе совхоз «Ямская слобода». Авдотьинский крахмало-паточный завод в 1920-е гг. являлся крупнейшим промышленным предприятием Шиловской волости, и к 1927 г. выпускал до 1359 тонн сухого крахмала ежегодно. В конце XX в. завод был закрыт.

## Социальная инфраструктура
В деревне Авдотьинка Шиловского района Рязанской области имеются фельдшерско-акушерский пункт (ФАП), Шиловский дом инвалидов и престарелых, клуб.

## Транспорт
Основные грузо- и пассажироперевозки осуществляются автомобильным транспортом. Через деревню Авдотьинка проходит автомобильная дорога федерального значения М-5 «Урал»: Москва — Рязань — Пенза — Самара — Уфа — Челябинск.

## Достопримечательности
- Автогоночная трасса «Авдотьинка». Оборудована к юго-западу от деревни по инициативе москвича Александра Курбатова в 2012 г.